# Ganja, Azerbaijan
Ganja (tiếng Azerbaijani: Gəncə, Ҝәнҹә [ˈgænd͡ʒæ]) là thành phố lớn thứ hai của Azerbaijan, với dân số khoảng 325.200 người. Nó từng có cái tên Elisabethpol (tiếng Nga: Елизаветпо́ль, chuyển tự: Yelizavetpol, IPA: [jɪlʲɪzəvʲɪtˈpolʲ]) vào thời kỳ thuộc Đế quốc Nga. Thành phố lấy lại tên cũ Ganja năm 1920 khi mới gia nhập Liên Xô. Tuy nhiên, năm 1935 nó lại được đổi tên thành Kirovabad (tiếng Nga: Кироваба́д, IPA: [kʲɪrəvɐˈbat]) và giữ tên đó trong hầu hết thời kỳ Xô Viết còn lại. Năm 1989, trong cuộc Perestroika, cái tên "Ganja" lại được lấy ra sử dụng.

## Dân cư
Ganja là thành phố lớn thứ nhì Azerbaijan sau Baku với khoảng 313.300 dân. Thành phố cũng là nơi cư ngụ của nhiều người Azerbaijan từ Armenia và Nagorno-Karabakh. Số lượng những người này được ước tính là 33.000 năm 2011.

## Khí hậu
Ganja có khí hậu bán hoang mạc (phân loại khí hậu Köppen: BSk).
| Dữ liệu khí hậu của Ganja (1981–2010, extremes 1890–2014) | Dữ liệu khí hậu của Ganja (1981–2010, extremes 1890–2014) | Dữ liệu khí hậu của Ganja (1981–2010, extremes 1890–2014) | Dữ liệu khí hậu của Ganja (1981–2010, extremes 1890–2014) | Dữ liệu khí hậu của Ganja (1981–2010, extremes 1890–2014) | Dữ liệu khí hậu của Ganja (1981–2010, extremes 1890–2014) | Dữ liệu khí hậu của Ganja (1981–2010, extremes 1890–2014) | Dữ liệu khí hậu của Ganja (1981–2010, extremes 1890–2014) | Dữ liệu khí hậu của Ganja (1981–2010, extremes 1890–2014) | Dữ liệu khí hậu của Ganja (1981–2010, extremes 1890–2014) | Dữ liệu khí hậu của Ganja (1981–2010, extremes 1890–2014) | Dữ liệu khí hậu của Ganja (1981–2010, extremes 1890–2014) | Dữ liệu khí hậu của Ganja (1981–2010, extremes 1890–2014) | Dữ liệu khí hậu của Ganja (1981–2010, extremes 1890–2014) |
| Tháng                                                     | 1                                                         | 2                                                         | 3                                                         | 4                                                         | 5                                                         | 6                                                         | 7                                                         | 8                                                         | 9                                                         | 10                                                        | 11                                                        | 12                                                        | Năm                                                       |
| --------------------------------------------------------- | --------------------------------------------------------- | --------------------------------------------------------- | --------------------------------------------------------- | --------------------------------------------------------- | --------------------------------------------------------- | --------------------------------------------------------- | --------------------------------------------------------- | --------------------------------------------------------- | --------------------------------------------------------- | --------------------------------------------------------- | --------------------------------------------------------- | --------------------------------------------------------- | --------------------------------------------------------- |
| Cao kỉ lục °C (°F)                                        | 22.8 (73.0)                                               | 25.0 (77.0)                                               | 28.0 (82.4)                                               | 35.6 (96.1)                                               | 39.5 (103.1)                                              | 39.2 (102.6)                                              | 42.0 (107.6)                                              | 41.7 (107.1)                                              | 38.8 (101.8)                                              | 33.4 (92.1)                                               | 28.0 (82.4)                                               | 23.3 (73.9)                                               | 42.0 (107.6)                                              |
| Trung bình ngày tối đa °C (°F)                            | 7.0 (44.6)                                                | 8.2 (46.8)                                                | 12.7 (54.9)                                               | 18.7 (65.7)                                               | 23.4 (74.1)                                               | 28.7 (83.7)                                               | 31.6 (88.9)                                               | 31.1 (88.0)                                               | 26.3 (79.3)                                               | 19.5 (67.1)                                               | 12.9 (55.2)                                               | 8.4 (47.1)                                                | 19.0 (66.2)                                               |
| Trung bình ngày °C (°F)                                   | 3.2 (37.8)                                                | 3.9 (39.0)                                                | 7.8 (46.0)                                                | 13.4 (56.1)                                               | 18.1 (64.6)                                               | 23.2 (73.8)                                               | 26.2 (79.2)                                               | 25.6 (78.1)                                               | 21.1 (70.0)                                               | 15.0 (59.0)                                               | 8.9 (48.0)                                                | 4.7 (40.5)                                                | 14.3 (57.7)                                               |
| Tối thiểu trung bình ngày °C (°F)                         | 0.5 (32.9)                                                | 1.0 (33.8)                                                | 4.3 (39.7)                                                | 9.4 (48.9)                                                | 13.8 (56.8)                                               | 18.6 (65.5)                                               | 21.4 (70.5)                                               | 21.0 (69.8)                                               | 16.8 (62.2)                                               | 11.6 (52.9)                                               | 6.2 (43.2)                                                | 2.1 (35.8)                                                | 10.6 (51.1)                                               |
| Thấp kỉ lục °C (°F)                                       | −17.8 (0.0)                                               | −15.2 (4.6)                                               | −12.0 (10.4)                                              | −4.4 (24.1)                                               | 1.5 (34.7)                                                | 5.8 (42.4)                                                | 10.1 (50.2)                                               | 10.5 (50.9)                                               | 2.8 (37.0)                                                | −1.3 (29.7)                                               | −7.9 (17.8)                                               | −13.0 (8.6)                                               | −17.8 (0.0)                                               |
| Lượng Giáng thủy trung bình mm (inches)                   | 8 (0.3)                                                   | 12 (0.5)                                                  | 24 (0.9)                                                  | 31 (1.2)                                                  | 40 (1.6)                                                  | 32 (1.3)                                                  | 17 (0.7)                                                  | 15 (0.6)                                                  | 15 (0.6)                                                  | 24 (0.9)                                                  | 16 (0.6)                                                  | 7 (0.3)                                                   | 241 (9.5)                                                 |
| Số ngày giáng thủy trung bình (≥ 0.1 mm)                  | 7.0                                                       | 7.0                                                       | 8.0                                                       | 8.2                                                       | 9.0                                                       | 7.0                                                       | 4.0                                                       | 3.0                                                       | 4.0                                                       | 6.3                                                       | 6.5                                                       | 6.0                                                       | 76.0                                                      |
| Số ngày mưa trung bình                                    | 3                                                         | 4                                                         | 6                                                         | 8                                                         | 9                                                         | 6                                                         | 4                                                         | 3                                                         | 4                                                         | 6                                                         | 6                                                         | 4                                                         | 63                                                        |
| Số ngày tuyết rơi trung bình                              | 3                                                         | 5                                                         | 2                                                         | 0.2                                                       | 0                                                         | 0                                                         | 0                                                         | 0                                                         | 0                                                         | 0.4                                                       | 1                                                         | 2                                                         | 14                                                        |
| Độ ẩm tương đối trung bình (%)                            | 71                                                        | 71                                                        | 68                                                        | 70                                                        | 68                                                        | 61                                                        | 59                                                        | 61                                                        | 65                                                        | 74                                                        | 76                                                        | 74                                                        | 68                                                        |
| Số giờ nắng trung bình tháng                              | 120                                                       | 113                                                       | 141                                                       | 182                                                       | 229                                                       | 267                                                       | 278                                                       | 252                                                       | 212                                                       | 168                                                       | 123                                                       | 115                                                       | 2.200                                                     |
| Nguồn 1: Deutscher Wetterdienst (sun, 1961–1990)          |                                                           |                                                           |                                                           |                                                           |                                                           |                                                           |                                                           |                                                           |                                                           |                                                           |                                                           |                                                           |                                                           |
| Nguồn 2: Pogoda.ru.net                                    |                                                           |                                                           |                                                           |                                                           |                                                           |                                                           |                                                           |                                                           |                                                           |                                                           |                                                           |                                                           |                                                           |

## Thành phố kết nghĩa
Ganja kết nghĩa với:
- Derbent, Nga
- Kars, Thổ Nhĩ Kỳ (2001)
- Kutaisi, Gruzia (1996)
- Moskva, Nga
- Newark, Hoa Kỳ (2004)
- Vùng Olomouc, Cộng hòa Séc (2012)
- Ordu, Thổ Nhĩ Kỳ
- Tabriz, Iran (2015)